# $1,000,000の恋
「$1,000,000の恋」（ひゃくまんドルのこい、英: Love of $1,000,000）は、高橋洋子の8枚目のシングル。1994年7月25日にキティレコードから発売された。

## 概要
- キティレコードから発売の7枚目のシングル。
- テレビ朝日系『オ・ト・ナにして』の挿入歌である[1]。
- タイトルは「100万ドルの夜景」が由来である[2]。
- カップリングの「NON NON LOVER」は、ベストアルバムに一度も収録されていない。

## 収録曲
（全作詞：高橋洋子、編曲：YO!キタロー）
1. $1,000,000の恋 [4:22]
作曲：上田知華
  - テレビ朝日系『オ・ト・ナにして』挿入歌
2. NON NON LOVER [4:45]
作曲：高橋洋子
3. $1,000,000の恋 (オリジナル・カラオケ) [4:21]

## 参加ミュージシャン
- アコースティックピアノ：小島良喜[3]
- ストリングス：小池弘之グループ[3]
- バックコーラス：高橋洋子[3]、たかはしごう[3]

## 収録アルバム
| 曲名           | バージョン    | 収録アルバム                        | 発売日         | 規格品番  | トラック番号 |
| -------------- | ------------- | ----------------------------------- | -------------- | --------- | ------------ |
| $1,000,000の恋 | Album Version | 『私をみつけて』                    | 1994年11月26日 | KTCR-1289 | #2           |
| $1,000,000の恋 | （原曲）      | 『BEST PIECES』                     | 1996年1月25日  | KTCR-1359 | #10          |
| $1,000,000の恋 | （原曲）      | 『GOLDEN☆BEST 高橋洋子』            | 2004年2月25日  | UICZ-6055 | #9           |
| $1,000,000の恋 | （原曲）      | 『エッセンシャル・ベスト 高橋洋子』 | 2007年12月19日 | UPCY-9143 | #9           |
| $1,000,000の恋 | （原曲）      | 『高橋洋子 ベストセレクション』     | 2008年11月7日  | TRUE-1004 | #10          |
| NON NON LOVER  | （原曲）      | 『私をみつけて』                    | 1994年11月26日 | KTCR-1289 | #6           |